# Ordre de traspàs d'efectiu
L'ordre de traspàs d'efectiu, també coneguda per la seva abreviatura OTE, era una operació bancària que permetia traspassar fons entre dos comptes pertanyents a un mateix titular en dues entitats financeres diferents.
Amb l'entrada en vigor de la normativa Single Euro Payments Area l'1 de febrer de 2014 aquest tipus d'operació bancària deixà d'existir. L'alternativa és el càrrec per domiciliació o bé la transferència bancària.